# Merkuri Wagin
Merkuri Wagin (russisch Меркурий Вагин, wiss. Transliteration Merkurij Vagin; † 1712 auf der Großen Ljachow-Insel) war ein russischer Entdecker und Polarforscher am Ende des 17. und Anfang des 18. Jahrhunderts.
1712 erkundete er gemeinsam mit Jakow Permjakow die zum arktischen Archipel der Neusibirischen Inseln gehörende Große Ljachow-Insel, die Permjakow zwei Jahre zuvor als Erster gesichtet hatte. An der Spitze einer 12-köpfigen Kosakeneinheit erreichten sie die Insel von der Jana-Mündung aus mit Hundeschlitten über das Eis der Laptewstraße. Auf dem Rückweg wurden beide von meuternden Expeditionsteilnehmern getötet.